# Biarre
Biarre là một xã ở tỉnh Somme, vùng Hauts-de-France, Pháp.
Thị trấn này tọa lạc 35 dặm Anh về phía đồng nam của Amiens trên đường D227.

## Dân số
| 1962                                                         | 1968 | 1975 | 1982 | 1990 | 1999 |
| ------------------------------------------------------------ | ---- | ---- | ---- | ---- | ---- |
| 37                                                           | 47   | 53   | 54   | 65   | 71   |
| Số liệu điều tra dân số từ năm 1962, dân số không tính trùng |      |      |      |      |      |